# Políptico da Matriz de Santa Cruz
O Políptico da Matriz de Santa Cruz (Madeira) é um conjunto de seis pinturas a óleo sobre madeira de carvalho pintadas na primeira metade do século XVI por pintor português de que se desconhece a identidade e que se destinaram à decoração da Igreja Matriz de Santa Cruz, na Ilha da Madeira, fazendo parte provavelmente do desmembrado Retábulo do Altar-mor, onde ainda permanecem.
O Políptico da Matriz de Santa Cruz é constituído pelas pinturas Anunciação, Adoração dos Pastores, Adoração dos Magos, Calvário, Lamentação e Ressurreição. Os painéis têm todos 161 cm de altura e 95 cm de largura e foram deslocados para as paredes laterais da capela-mor após ter sido apeado e desmembrado o retábulo, o que deve ter acontecido em 1686, ano em que se procedeu a importantes melhoramentos na Igreja. Considerando as dimensões do altar e as proporções das peças, as pinturas provavelmente estariam dispostas em duas fiadas horizontais, uma relativa à infância de Cristo e a outra à sua Paixão, e integradas em molduras de talha dourada similares às da Matriz da Ponta do Sol. As peças centrais seriam a Natividade e a Ressurreição, temas centrais e condizentes com a invocação ao Salvador da Igreja de Santa Cruz.
Para Isabel Santa Clara, as pinturas do Políptico inserem-se no contexto de uma produção na primeira metade do século XVI que começa a aderir à maneira italiana na depuração da composição, na volumetria dos corpos, na estrutura e formulário decorativo das arquitecturas e ourivesarias, sendo obras de bom Artista,
ou talvez mais propriamente de bons Artistas.:153

## Descrição

### Anunciação

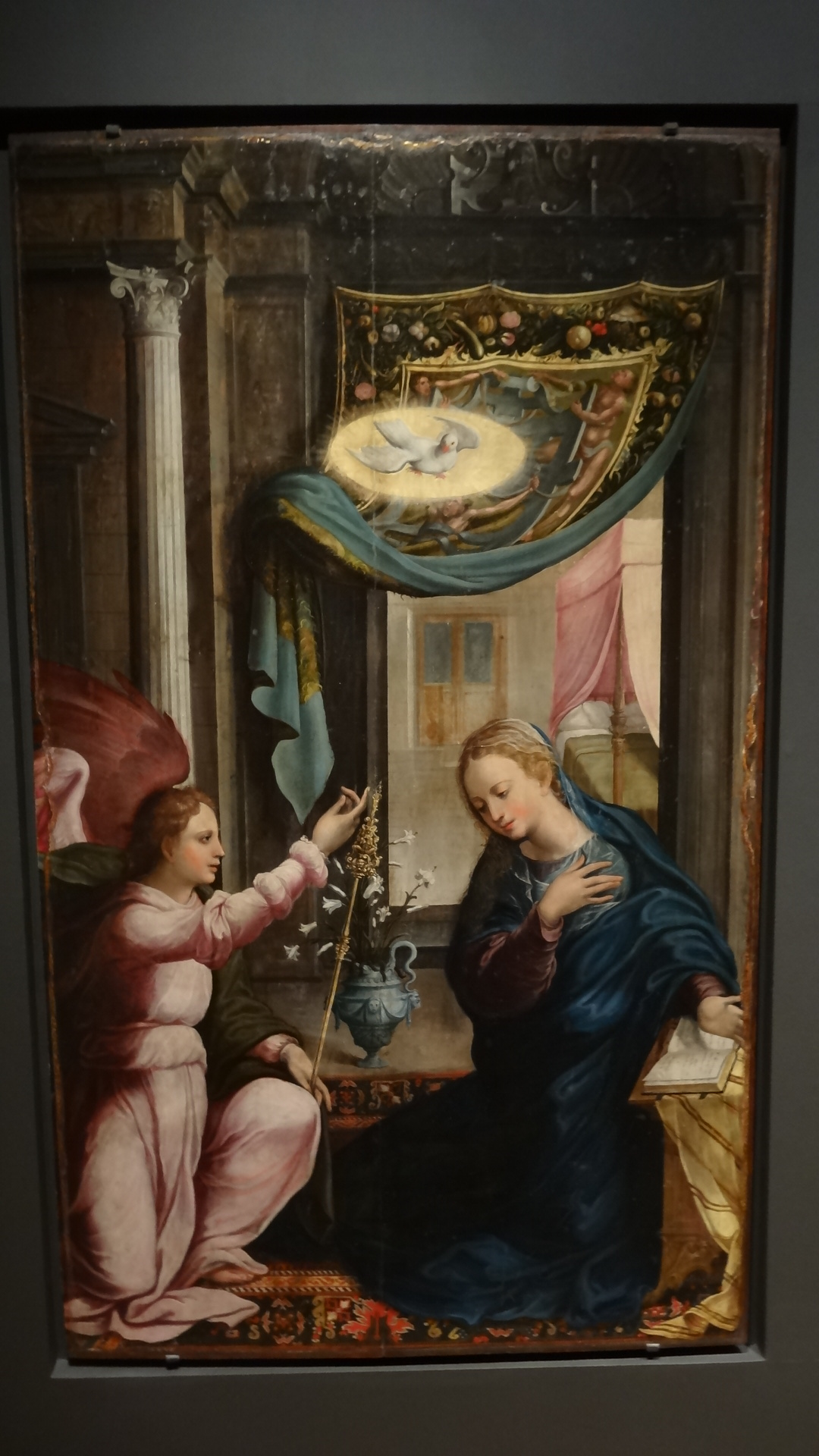
Anunciação

A cena desenrola-se num espaço interior com um pórtico que dá acesso a outro interior. Em primeiro plano o anjo que veste uma túnica rosada e um manto verde pendente do ombro esquerdo está ajoelhado perante a Virgem Maria apontando para o alto com o braço direito onde paira a pomba do Espírito Santo e com o esquerdo segurando um ceptro de ouro. Maria está também ajoelhada usando um vestido azul claro sobre camisa de mangas roxas e amplo manto azul escuro e apoiando o braço esquerdo numa mesinha onde está aberto um livro de orações, numa atitude de humilde aceitação do encargo divino traduzida pela inclinação da cabeça e pelos gestos das mãos.:156:157
Entre o Anjo e Maria está um vaso com açucenas com a forma de ânfora de bojo com relevos e asa em forma de serpente que prende com a boca um objecto esférico. O contraste entre este motivo e as açucenas corresponde na iconografia deste tema ao triunfo da "nova Eva" sobre o mal. Também a cortina que separa os dois aposentos, com uma rica cercadura de pássaros, folhagens e frutos parece repetir a representação do triunfo do bem sobre o mal, vendo-se dois ignudi que seguram uma cartela que permite a visão de uma figura angustiada. Esta cortina estando parcialmente levantada permite ver o outro aposento com um leito de colunas e dossel, uma porta fechada e uma janela que se adivinha pela entrada de luz do lado direito. O pórtico de onde pende a cortina é encimada por uma travessa em forma de concha tendo ao centro um busto humano envolto numa cartela. Como um "quadro dentro do quadro", este rectângulo emoldura a cabeça da Virgem sendo uma das zonas mais luminosas da pintura.:156:157
O padrão do tapete aproxima-se dos pintados pelos principais Mestres da época sem no entanto os copiar. No tapete e na cortina estão os desenhos de tecidos mais elaborados, em contraste com a simplicidade das vestes das duas figuras. As zonas de luz mais intensa são a do Espírito Santo e o aposento desvendado em segundo plano, o rosto, as mãos e o livro aberto de Maria, o arcanjo Gabriel e a coluna de mármore como que a ligar a terra ao céu.:157
Cayolla Zagallo destacou a Anunciação como o quadro deste conjunto em que «as novas sugestões de Itália têm talvez mais forte influência» e vê nele «acentuado preciosismo e maneirismo». Para Isabel Santa Clara, o destaque dado por Zagallo a este quadro deriva de ser aquele em que é mais evidente a expressão do novo gosto renascentista, bastante requintado, tanto na arquitectura como no mobiliário e nos objectos, e que as vestes são leves, de pregas miúdas e sinuosas acentuando a graciosidade das figuras.:156:157

### Adoração dos Pastores

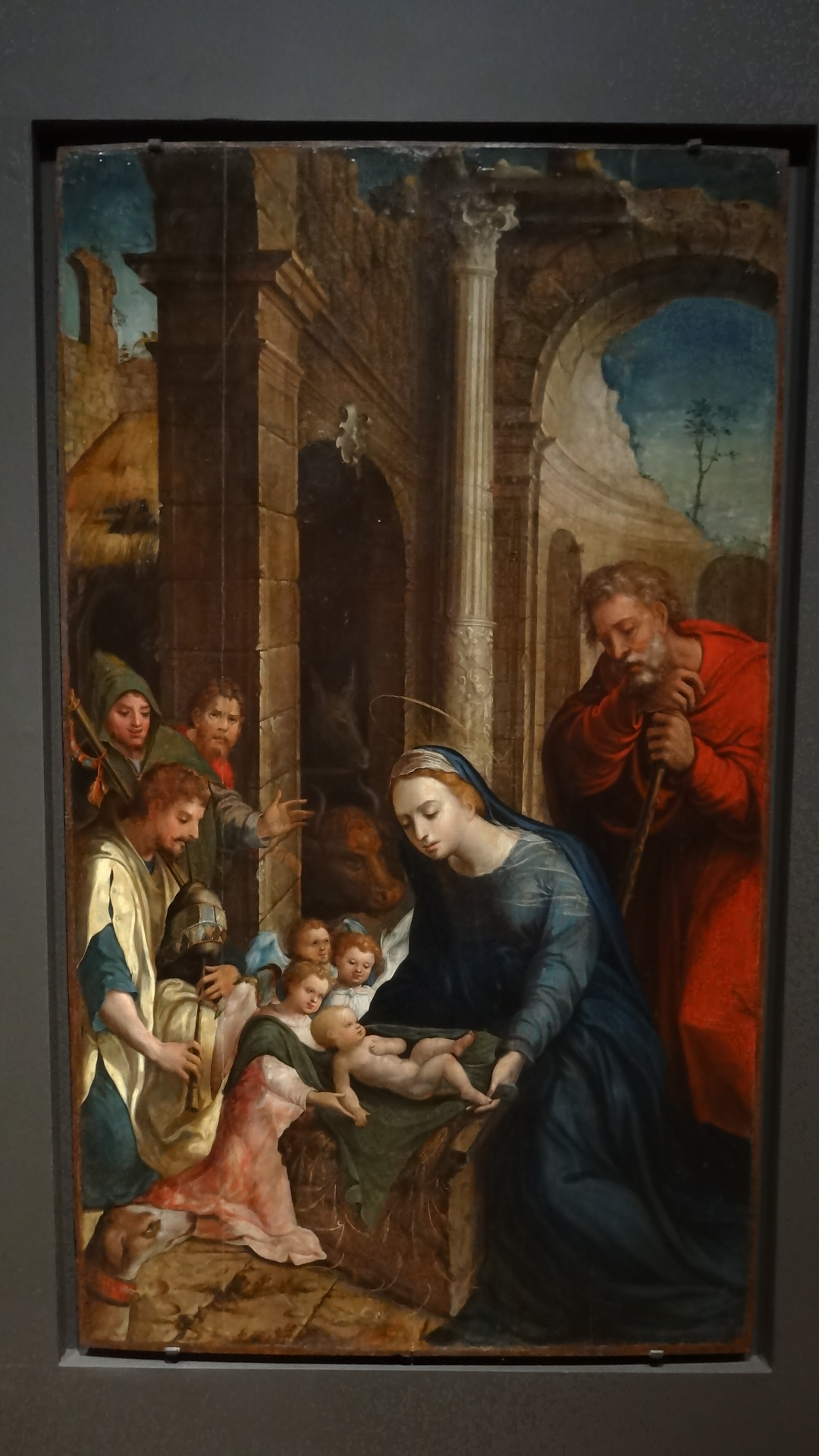
Adoração dos Pastores

A Virgem Maria ocupa o centro da cena amparando com serenidade e delicadeza o Menino Jesus, no que é acompanhada por um dos três anjos presentes. No lado esquerdo estão os três pastores acompanhados de um cão em primeiro plano. O pastor mais próximo está ajoelhado segurando uma gaita de foles, instrumento de música comum na iconografia pastoril europeia, cujo saco é composto de pequenos recortes rectangulares, para além do qual estão os dois outros pastores ainda de pé. S. José está de pé atrás da Virgem amparado a um cajado e envolto num amplo manto vermelho e enquadrado num arco ainda completo que permite a visão da claridade suave da paisagem em fundo, num processo de lhe destacar a figura como o utilizado para a Virgem Maria no painel da Anunciação.:157:158
O pastor mais afastado olha para o exterior e não para o Menino Jesus, atitude que permite deduzir que se trata de um auto-retrato, até pelos traços fisionómicos, menos rudes do que os dos companheiros.:157:158
As atenções convergem para o Menino Jesus, estando as figuras agrupadas em trios - a Sagrada Família, três anjos, três pastores e até três animais, tendo as linhas oblíquas um papel determinante na composição, em contraste com a verticalidade da coluna. As linhas das lajes, por sua vez, apontam para um ponto de fuga alto e lateral quase fora da cena.:157:158
Tal como na Anunciação, a arquitectura em ruínas é clássica ocupando uma área considerável da pintura.  A coluna iluminada está incólume apresentando na parte inferior um baixo relevo com grotescos que rodeiam uma figura feminina. À esquerda da coluna abre-se um arco, encimado por uma cartela com um cavalo rampante, a indicar provavelmente o lugar do estábulo, por baixo do qual, na penumbra, estão o burro e a vaca.:157:158

### Adoração dos Magos

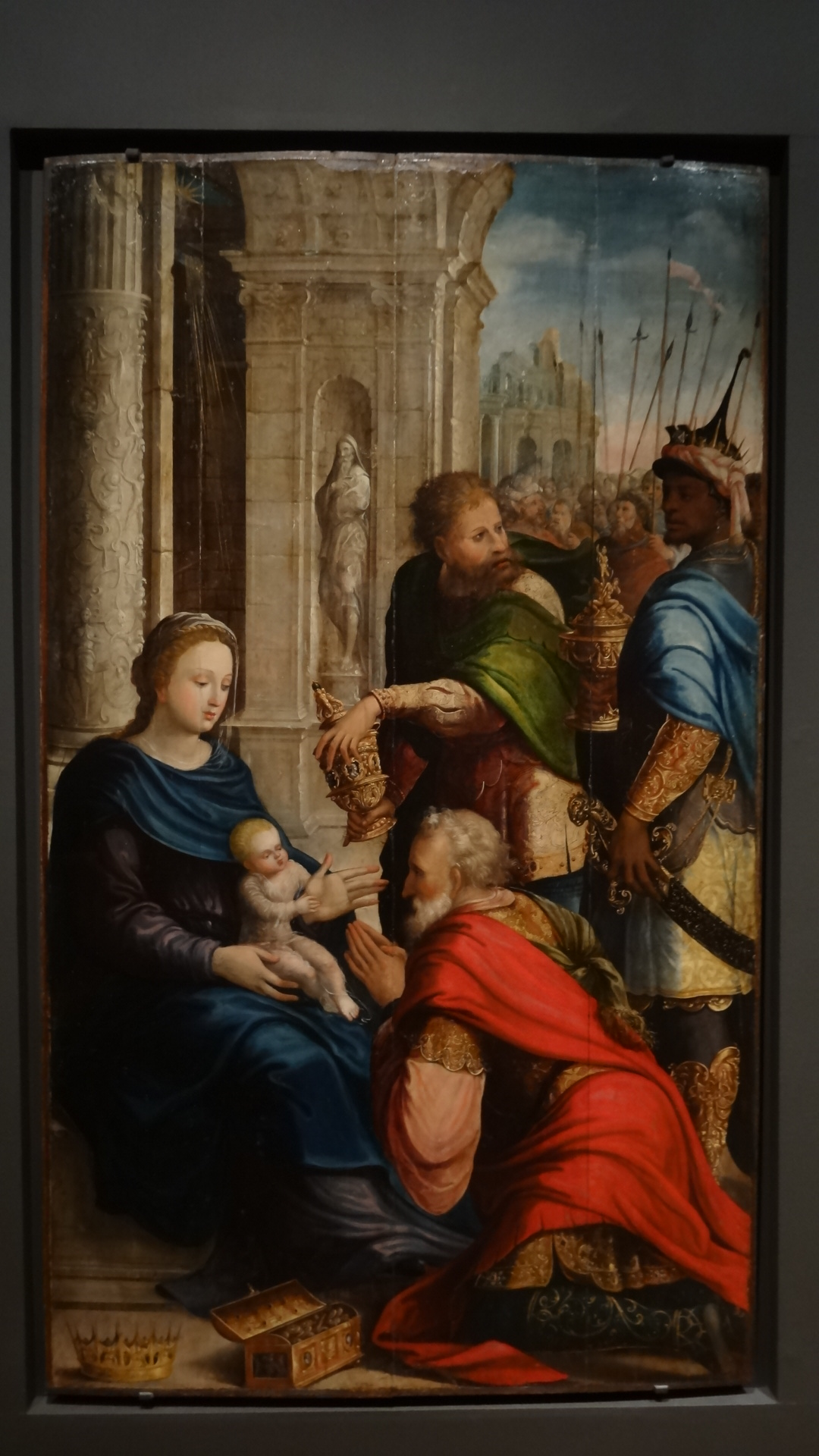
Adoração dos Magos

No lado esquerdo, a Virgem Maria ampara e apresenta o Menino Jesus. Usando um manto azul escuro sobre um amplo vestido roxo escuro, Maria tem uma expressão rafaelesca levemente melancólica, como nas outras pinturas desta série dedicados à infância de Cristo. A pilastra, em segundo plano, estabelece a separação entre Maria e Jesus e as restantes figuras, tendo no nicho uma estátua, provavelmente do profeta Isaías.:158:160
O mago Belchior, em primeiro plano, está ajoelhado de mãos postas em adoração ao Menino com um manto vermelho sobre pelote bordado a ouro e pedras preciosas vendo-se uma bota também bordada a ouro. Já depôs no chão, em sinal de humildade, a sua coroa real e o cofre do ouro, ambas belas peças de ourivesaria, sendo o cofre decorado com figuras incrustadas. Baltasar, de elmo pontiagudo rodeado de turbante que lhe dá o adequado carácter exótico, com brinco de ouro e pérola na orelha, veste capa azul sobre sobre gibão de couro que assenta em túnica de damasco de orla bordada a pedrarias e manga com motivos de folhagens e figuras híbridas, motivos que decoram também o punho da espada e o fecho da corrente que a prende. A taça da mirra que segura distingue-se pelo vulto de três figuras da tampa. Gaspar está de pé, no centro da pintura, voltando-se numa acentuada torção para Baltasar e segurando a taça de incenso decorada com folhagens e rodeado na parte central de pérolas e camafeus.:158:160
Verifica-se de novo a ligação entre a figura de Maria e a coluna iluminada por detrás dela, decorada com grotescos. Entre os dois Magos de pé visiona-se em fundo a arquitectura em ruínas repetida da Adoração dos Pastores, mas mais distante de modo a permitir a numerosa comitiva dos Magos sobre a qual se destacam onze cabos de lança.:158:160
Para Isabel Santa Clara, os Magos são representados primorosamente e, de todo o conjunto, esta é a pintura que mais minúcia apresenta nos pormenores arquitectónicos, de armaria, de ourivesaria e de vestuário. Mais uma vez nela domina a unidade perspéctica, mas em que coexiste o diálogo entre a verticalidade do motivo principal e uma variedade de direcções e atitudes nas restantes figuras. A colocação das figuras aproxima-se da utilizada na Capela de S. Bartolomeu da Sé de Lisboa, mas esta pintura de Santa Cruz é mais desenvolta e italianizante.:158:160

### Calvário

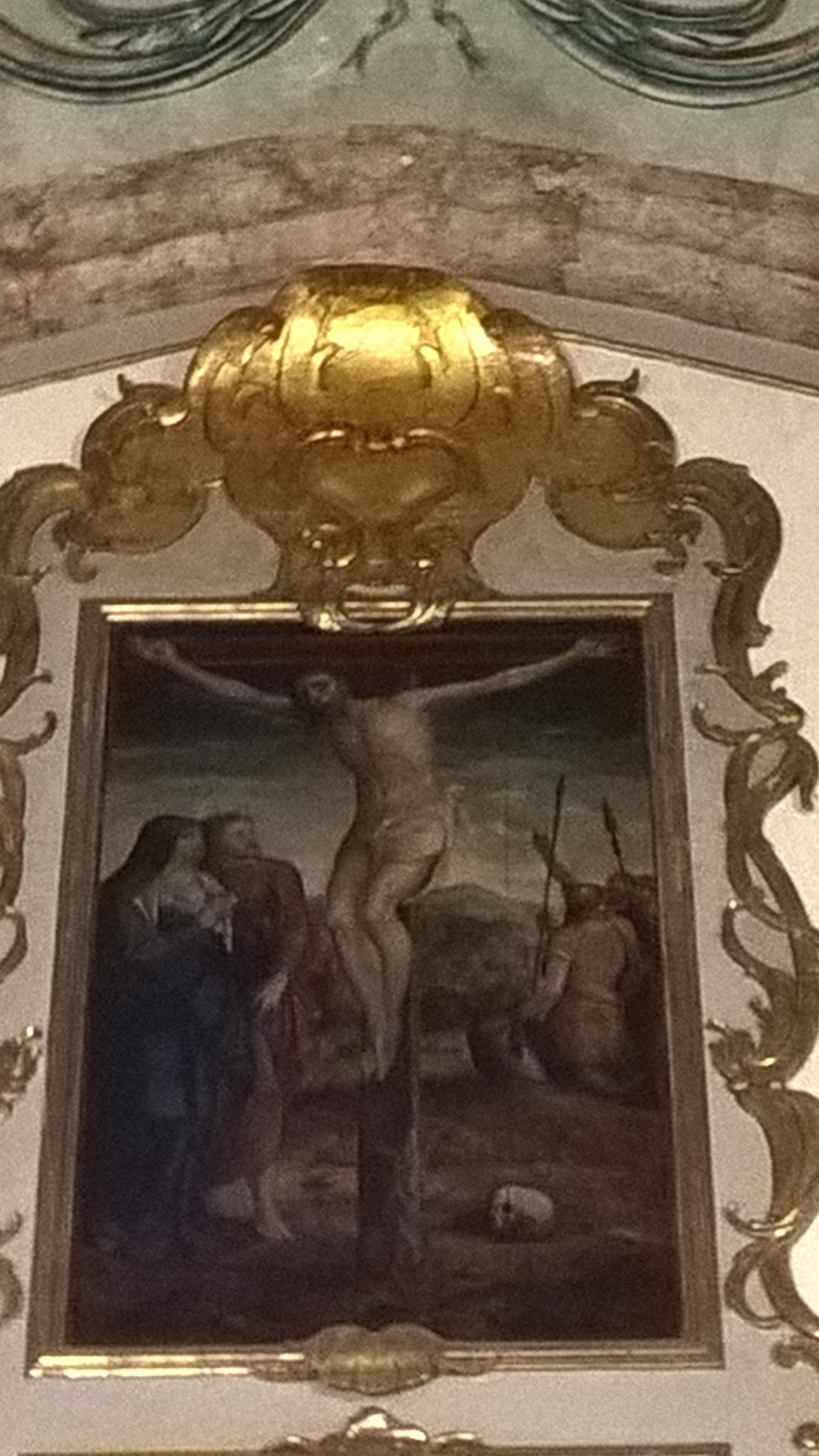
Calvário

A figura de Cristo crucificado domina a cena revelando uma expressão de intenso sofrimento. No lado esquerdo estão a Virgem Maria e S. João unidos numa dor contida olhando para Cristo. No lado oposto, e num plano mais recuado, parecendo alheados da cena principal, estão três soldados que se afastam, um deles de costas e outro apontando o céu escurecido. No chão do lado direito, em primeiro plano, está bem evidenciada uma caveira, que se refere à toponímia do lugar. A parte inferior da cruz não está desbastada conservando a forma original de árvore, numa possível alusão à Árvore da Ciência. A iluminação, na sua alternância de luzes e sombras, é particularmente cuidada no modo como evidencia os edifícios monumentais em fundo, enquanto o céu apresenta um negrume ameaçador.:160:161
Segundo Isabel Santa Clara, a configuração da cruz e a sua colocação ao centro e paralela ao plano do quadro e a colocação de dois soldados de frente e um de costas separados do primeiro plano por uma elevação de terreno repete o Calvário do Tríptico do Bom Jesus de Valverde de Gregório Lopes. Por sua vez, o destaque dado à caveira é comum nas gravuras de Dürer e na pintura flamenga da época, mas não nas pinturas conhecidas de Gregório Lopes.:160:161
Ainda para Isabel Santa Clara, o Pintor optou por reduzir a narrativa ao essencial afastando-se da dispersão das composições tardo-medievais de raiz nórdica. Trata-se de uma pintura despojada, em que as figuras têm amplos espaços em seu redor, podendo sentir-se as tensões entre elas e onde os vazios ganham uma presença tão forte como os cheios.:160:161

### Lamentação

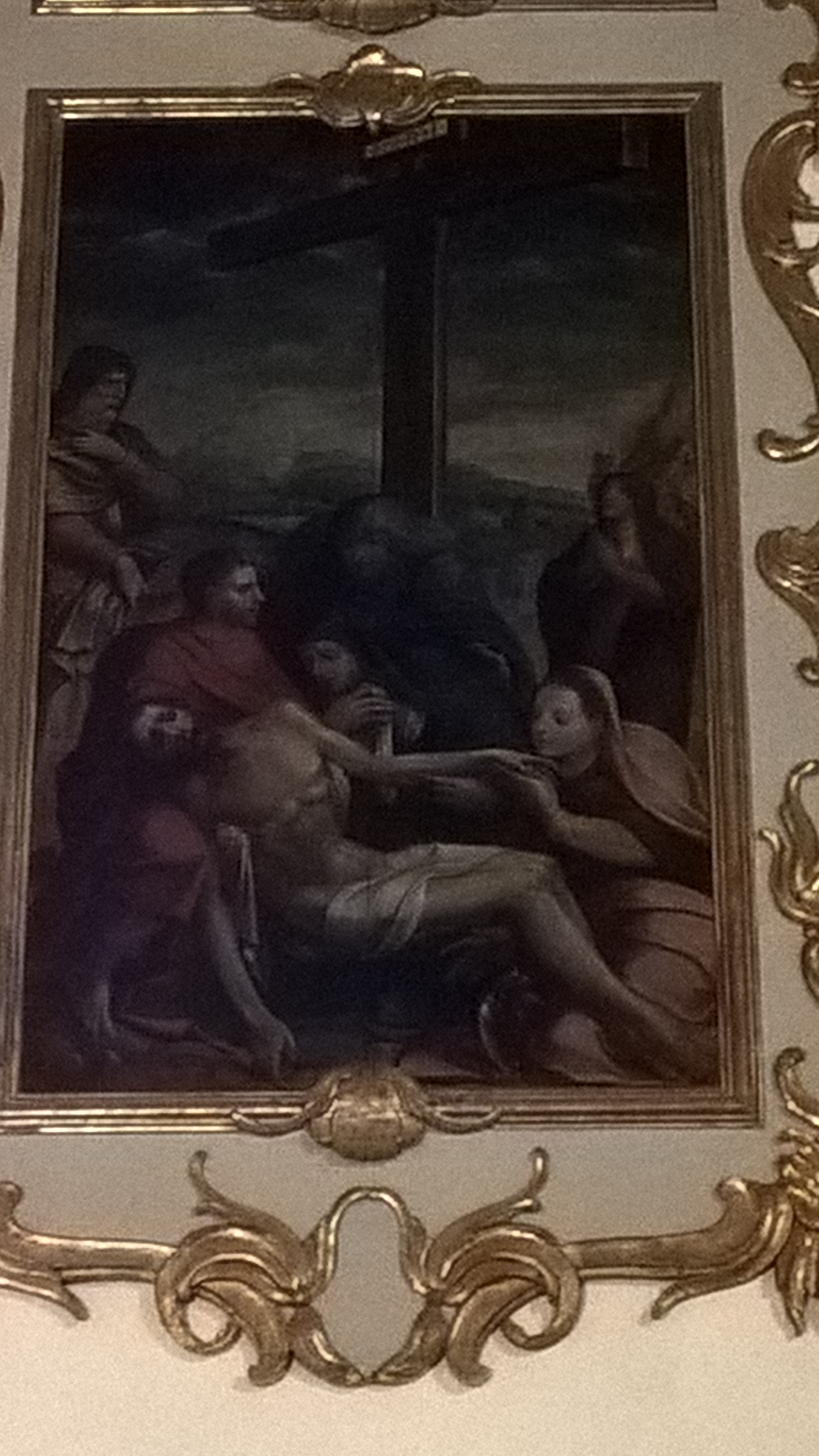
Lamentação

O corpo de Cristo morto assente sobre os joelhos da Virgem e amparado no torso e cabeça por S. João ocupa o primeiro plano da imagem. Madalena, ao lado de Maria, envolta num manto rosa destaca-se em primeiro plano do lado direito, com rosto ovalado e suave, segurando delicadamente a mão de Cristo, enquanto a outra mão aberta lembra ainda os gestos mais veementes do final da Idade Média.:161:162
Completam a cena, José de Arimateia, de pé, à esquerda, e duas Santas Mulheres, uma junto a Maria amparando-a e outra mais atrás de pé numa postura de Stabat Mater. O frasco de perfumes de Madalena é sumariamente descrito, longe do requinte das peças da Adoração dos Magos. Em fundo repete-se a disposição dos edifícios, do colorido e da luminosidade do Calvário, sendo agora dada maior destaque às linhas oblíquas, tanto no posicionamento da cruz, na qual podemos ver a inscrição, como no agrupar das figuras.:161:162
Para Isabel Santa Clara, sendo um tema comum no reverso dos painéis dos retábulos das Misericórdias dedicados à Virgem da Piedade, esta Lamentação lembra a da Igreja do Carmo em Moura, de cerca de 1540-50, pelo destaque das figuras e da sua distribuição, mas sem os convencionalismos de desenho cria uma forte dramatismo com a cruz vazia e a utilização de zonas de penumbra densa.:161:162

### Ressurreição

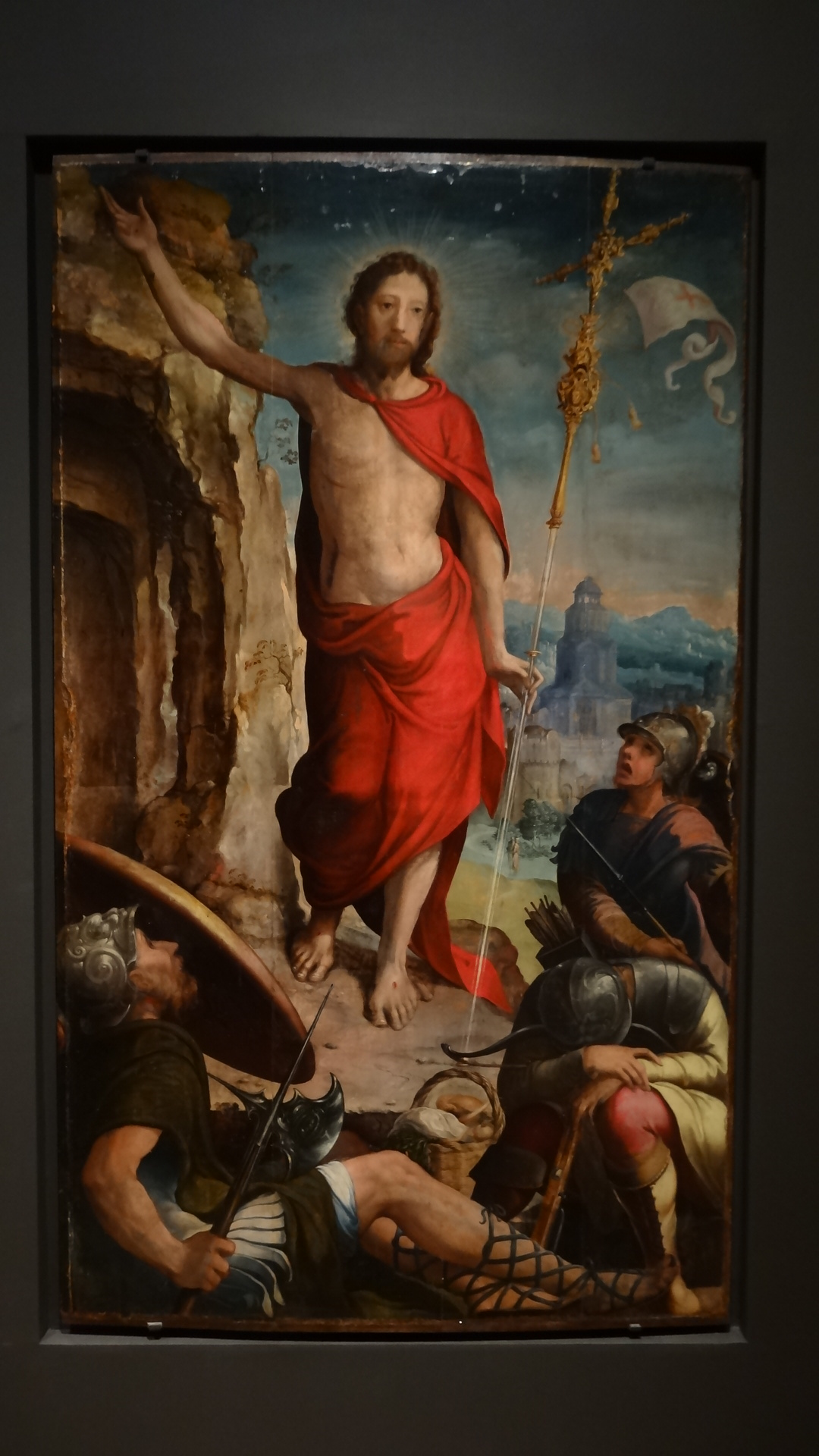
Ressurreição

A figura de Cristo ressuscitado semi-coberto por um manto vermelho e segurando a cruz da vitória sobre a morte domina o centro da pintura. A cruz empunhada por Cristo é feita, na base, de cristal de rocha, material que se deixa atravessar pela luz, e, no topo, de ouro incrustado de pedras preciosas, dela pendendo um estandarte bipartido que esvoaça.:162:164
À volta de Cristo, em primeiros planos, encontram-se três soldados em posições diferentes. O soldado do lado esquerdo empunha a alabarda e levanta o escudo a proteger-se do acontecimento inesperado, ocupando num contorno triangular todo o canto inferior da pintura. O soldado da direita, um besteiro, está ainda adormecido, apoiando-se nos joelhos e protegendo a sua arma, e o terceiro, atrás deste, segurando a ponta de uma lança fita atónito Cristo. Entre os dois soldados mais próximos está colocado um cesto ainda repleto de mantimentos.:162:164
Do lado esquerdo está o túmulo escavado na rocha respeitando os Evangelhos de S. Mateus, de S. Marcos e de S. Lucas que assim o referem. Em fundo veem-se arquitecturas imponentes ao romano, sobretudo o edifício de vários andares terminado em cúpula com um pórtico encimado por um frontão triangular e sucessivas fiadas de arcos em cada andar, e uma paisagem que se desdobra num delicado sfumato até atingir no horizonte a claridade matinal.:162:164
Para Isabel Santa Clara, a posição dos dois soldados da direita bem como a forma da alabarda inspiram-se na gravura Ressurreição de Dürer pertencente à série da Pequena Paixão, encontrando também referências a duas pinturas de Gregório Lopes sobre o mesmo tema, a do Retábulo de Santos-o-Novo, no MNAA, e a do Tríptico do Bom Jesus de Valverde, no Museu de Évora, aproximando-se a posição de Cristo mais da pintura do MNAA ainda que numa figura mais acentuadamente serpentinata, sendo também desta pintura que copia o cesto de mantimentos dos soldados.:162:164

## História
Em 1502, um alvará do rei D. Manuel deu autorização e fundos para o início das obras da nova Igreja do Salvador que substituiu a primitiva capela, tendo João de Freitas, fidalgo da casa de D. Manuel I e então almoxarife da Ilha da Madeira, sido encarregado pelos moradores de Santa Cruz de diligenciar a sua construção. João de Freitas foi uma figura notável de Santa Cruz já que esteve ligado também à fundação da Misericórdia e à elevação de Santa Cruz a município com o estatuto de vila, separando-se de Machico.:152:154
D. Manuel pagou a construção da capela mor e custeou parte importante das obras do corpo da Igreja, edifício de três naves como a Sé do Funchal, a qual deve ter ficado concluída em 1512. O empenho do rei na construção reflectiu-se na inclusão da heráldica real na decoração da Igreja designadamente de escudo, esfera armilar, cruz de Cristo e ramo de carvalho com bolotas e ainda o motivo manuelino de corda nos arcos junto ao altar-mor, supondo-se que teria sido rica a ornamentação do conjunto.:152:154
Ainda que sem confirmação documental, Isabel Santa Clara considera plausível ter o Políptico sido  encomendado por João de Freitas e executado ao longo da década de 1540, uma vez que está bem documentada a sua intervenção em todo o processo de construção da Igreja onde destinou sepultura na capela-mor. Na sua deslocação à Corte, em 1515, mandatado pelos munícipes para obter a carta de foral para Santa Cruz, pode ter tomado conhecimento de oficina "ao modo italiano" que então ganhava terreno.:162:164

## Autoria
Cayola Zagallo realçou a qualidade das pinturas do Políptico julgando serem posteriores a 1533 tendo considerado que o estilo denota influência italiana e que o autor deveria ser o mesmo da Adoração dos Magos da Sé de Évora. Posteriormente verificou-se que o autor desta última obra foi Francisco de Campos e, segundo Joaquim Oliveira Caetano, embora haja afinidades no modo de compor e nas arquitecturas de fundo, não é evidente serem da mesma mão.:155
Para Isabel Santa Clara, a limpeza dos painéis do Políptico veio confirmar estas diferenças estilísticas, pois se os pormenores arquitectónicos, roupagens e ourivesarias se enquadram no gosto renascentista de Francisco Campos, o tratamento de figuras e vestes, o modo de agrupá-las e a serenidade das poses são bastante diferentes.:155
Também para Isabel Santa Clara, ainda que se notem algumas disparidades de execução das várias pinturas deste Políptico justificadas pelo trabalho em oficina, verifica-se homogeneidade de composição no posicionamento, no volume e na fisionomia das figuras, nas arquitecturas que definem o espaço e as entradas de luz, no contraste entre a vincada verticalidade e o jogo de diagonais, no tratamento das vestes com pregas sinuosas e miúdas que sublinham os volumes e os movimentos, na escolha dos ornamentos, no domínio das penumbras.:164
Ainda para Isabel Santa Clara, no estado actual de conhecimento, não há base para apontar um autor para este Políptico, embora se possa afirmar que era conhecedor da produção das melhores oficinas lisboetas da época. Inspirou-se em Gregório Lopes na distribuição das figuras, no uso de arquitecturas "ao romano", na utilização dramática da luz e de ornamentação classicista, aproximando-se das soluções da fase final de Garcia Fernandes, ao mesmo tempo que se afasta de outros conjuntos já identificados da época joanina pela desenvoltura com que aplica o modelo italiano, abandonando os contornos incisivos para explorar o sfumato no rumo que o Maneirismo irá tomar.:164